# Syrus (Band)
Syrus ist eine US-amerikanische Heavy-, Power- und Progressive-Metal-Band aus San Antonio, Texas, die 1983 unter dem Namen Sacred Prey gegründet wurde und seitdem mit Unterbrechungen aktiv ist.

## Geschichte
Die Band wurde Mitte 1983 von den Gitarristen Albert Berlanga und John Castilleja unter dem Namen Sacred Prey gegründet. Anfangs spielten sie nur Coverversionen von Bands wie Iron Maiden, Judas Priest und Black Sabbath. Innerhalb der ersten Monate kamen der Schlagzeuger Ken Ortiz und der Bassist Julio Paz hinzu. Als Sänger stieß Michael Vasquez, ein Freund von Ortiz, dazu und vervollständigte die Besetzung. 1984 wurde die Band in Syrus umbenannt. Der Bandname bezieht sich auf einen Charakter aus dem Film Die Warriors, der allerdings „Cyrus“ geschrieben wird. In den folgenden Monaten spielte die Gruppe weiterhin Stücke der großen Metal-Bands nach, arbeitete nun aber auch an den ersten eigenen Songs. Im weiteren Verlauf wurden die Coverversionen immer weniger und das eigene Material nahm zu. Es wurden Proben sowie Auftritte abgehalten. Auch wurden verschiedene Demoaufnahmen angefertigt. Ferner änderte sich die Besetzung der Gruppe mehrfach. So war auch Ray Alder, später Sänger bei Fates Warning, zeitweise in der Gruppe tätig. Alder, der zur Band gekommen war, als der Originalsänger Michael Anthony Vasquez die Band verlassen hatte, ist auf einem inoffiziellen Demo, das aus vier Songs besteht und 1987 in den Editpoint Studios aufgenommen worden war, unter dem Namen Ray Balderama zu hören. Das einzige offizielle Demo der Gruppe wurde 1986 veröffentlicht. Das Demo enthält sechs Lieder und war im Februar des Jahres in den Starr Studios unter der Leitung von Gilbert Vallenzuela aufgenommen worden. 1987 verließ der Schlagzeuger Ortiz die Gruppe und wurde durch Jesse Gomez ersetzt. Im selben Jahr löste sich die Band auf. 1988 fand sich die Gruppe wieder zusammen und spielte zur Wiedervereinigung am 13. März ein Konzert im Cameo Theater. Im selben Jahr stieg Pete Perez als neuer Bassist ein. Als neuer Schlagzeuger kam Tony Ramos hinzu, während der Gitarrist Castilleja die Besetzung verlassen hatte. 1990 kam es zur Auflösung der Band. In den 1990er Jahren widmeten sich die Mitglieder anderen Bands. 2008 erschien eine selbstbetitelte Kompilation.
Beschwingt durch das Wiederaufleben anderer Bands der 1980er Jahre wie  Militia, Karion oder Wicked Angel, entschieden sich – nachdem sie in den Jahren vorher schon mehrfach Anfragen bekommen hatten – Berlanga und Anthony Syrus wiederzubeleben. Daraufhin meldeten sie sich 2017 mit neuer Besetzung und dem Debütalbum Tales of War zurück. Das Album erschien zunächst in Eigenveröffentlichung, wurde jedoch noch im selben Jahr bei No Dust Records wiederveröffentlicht. Sämtliche Kompositionen des Albums sind schon auf der 2008er Kompilation enthalten, wurden jedoch neu interpretiert. 2018 war die Gruppe unter anderem auf dem Headbangers Open Air vertreten. In ihrer Karriere ist die Band bisher unter anderem zusammen mit Watchtower, Juggernaut, Militia, Fates Warning, Omen und Paul Di’Anno’s Battlezone aufgetreten.

## Stil
Rockavlon von grande-rock.com schrieb in seiner Rezension zu Tales of War, dass hierauf Musik von sehr frühen Queensrÿche, Helstar, Manowar und Fates Warning zu Zeiten von John Arch enthalten ist. Holger Andrae von Powermetal.de rezensierte das Album ebenfalls und bezeichnete die Musik als „hart hackenden US Metal“, der ihn gelegentlich an alte Helstar erinnerte. Die „extrem fleischigen“ E-Gitarren würden zudem zeigen, wie Heavy Metal zu klingen habe. Geoff Dees Gesang erinnere an den von Savatage oder Jag Panzer. Insgesamt fasste er die Musik als qualitativ hochwertigen sowie reinrassigen Heavy Metal zusammen.

## Diskografie
- 1986: Syrus (Demo, Eigenveröffentlichung)
- 1987: Demo (Demo, Eigenveröffentlichung)
- 2008: Syrus (Kompilation, Steel Legacy Records)
- 2017: Tales of War (Album, Eigenveröffentlichung)